# Gemensamma levergången

Gemensamma levergången (common bile duct) på en schematisk bild.

Den gemensamma levergången (latin: ductus hepaticus communis) är en gallgång som huvudsakligen ligger utanför levern och som utgörs av förbindelsen mellan den högra och vänstra levergången, vilka ligger innanför levern och, i sin tur, förenar sig med gallblåsegången och bildar då den gemensamma gallgången. Från levern kommer galla som antingen passerar genom gallgången för att spjälka fetter i tolvfingertarmen eller så färdas gallan genom gallblåsegången till gallblåsan för förvaring.